# BDSM
BDSM (Bondage, Disciplina, Sadismo, Masoquismo) é a sigla que denomina um conjunto de práticas de estimulação sexual consensuais, envolvendo bondage, disciplina, dominação,  submissão, sadomasoquismo e outros tipos de comportamento sexual humano relacionados a essa subcultura. Dada a ampla gama de práticas, muitas delas acabam sendo realizadas por pessoas que não se consideram praticantes assumidos de BDSM ou fetiches; são pessoas que não se identificam com essas práticas onde em geral são conhecidas como baunilha ou vanilla (sexo convencional).
As práticas BDSM são todas consentidas e podem ou não envolver atos sexuais. Nas atividades BDSM, os termos "submisso" e "dominante/dominador(a)" são frequentemente usados para distinguir dois papéis: a pessoa dominante que assume o controle psicológico e/ou físico sobre o parceiro submisso.

## Fundamentos
BDSM é um termo guarda-chuva para certos tipos de comportamento erótico entre adultos conscienciantes que engloba diversas subculturas. BDSM é um acrônimo para os subgrupos bondage e disciplina (B&D ou B/D), dominação e submissão (D&s ou D/s) e sadomasoquismo (S&M ou S/M).
O princípio fundamental do BDSM é o consenso entre todos os participantes. Desde os anos 80, muitos praticantes e organizações adotaram o lema seguro, são e consensual (SSC, originalmente, foi cunhado pelo grupo ativista gay sadomasoquista GMSMA). Ele significa que todas as atividades precisam ser seguras e todos os envolvidos precisam estar aptos a consentir. O consenso é o que torna claro a distinção ética e legal entre BDSM e crimes como abuso emocional e violência doméstica. Alguns praticantes de BDSM preferem o termo risk-aware consensual kink (RACK), que sai do pressuposto que nenhuma atividade é 100% segura. Ainda, existem outros princípios, como o personal responsibility, informed consensual kink (PRICK), que enfatiza a responsabilidade individual na cena, e o cuidado, comunicação, consenso e cautela (4Cs), que foca no cuidado e comunicação durante a cena.
O critério mais importante é o consenso. Mas, para consentir, os indivíduos precisam estar cientes das possíveis consequências. Para isso, é preciso haver as informações relevantes (o que será feito na cena, riscos, a palavra de segurança, e assim por diante) e a necessidade e capacidade mental para tomar a decisão. Este consenso pode ser escrito na forma de um "contrato", com o que foi combinado que pode ou não ser feito. A pessoa pode retirar seu consentimento durante a cena. Por exemplo, isto pode ser feito com a palavra de segurança. Caso o parceiro não cesse suas atividades, pode haver consequências legais.

### Subgrupos

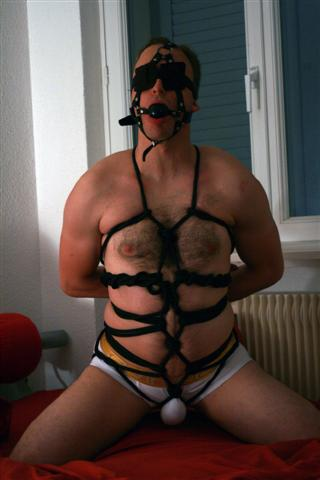
Homem vendado, amarrado e amordaçado.

#### Bondage e disciplina
O termo bondage descreve a prática de restrição física, como a utilização de algemas, cordas ou acorrentar alguém a algum objeto. O bondage é geralmente, mas nem sempre, uma prática sexual.
O termo disciplina descreve restrições psicológicas, com o uso de regras e punições para controlar o comportamento do submisso. Castigos são aplicados quando as regras são violadas pelo submisso. Esses castigos podem vir como físicos (como chicotadas), psicológicos (como humilhação pública) ou uma combinação de ambos (como acorrentar alguém ao pé da cama).

#### Dominação e submissão
O termo dominação e submissão explora o aspecto mais mental do BDSM. É um conjunto de comportamentos, costumes e rituais que envolvem a submissão de uma pessoa a outra em um contexto ou estilo de vida erótico. O contato físico não é necessário em atividades de dominação e submissão, mas em muitos casos ele pode ser intensamente físico e estar envolvido com outros subgrupos como o sadomasoquismo. É comum na abreviação desse subgrupo o "D" de dominação ser escrito em letra maiúscula, mas o "s" de submissão ser escrito em letra minúscula.

#### Sadomasoquismo
O termo sadomasoquismo vem da junção de duas tendências opostas, o sadismo e o masoquismo. Ele serve para descrever práticas consensuais que envolvam a troca de dor física ou emocional. O sadismo descreve o prazer sexual derivado da aplicação de dor, degradação, humilhação e sofrimento em geral a outra pessoa. Em contrapartida, o masoquista é aquele que recebe prazer ao ser ferido ou humilhado dentro desse cenário consensual.

### Terminologia

#### Cena
Uma cena é uma encenação feita entre os praticantes de BDSM. Ela envolve uma negocicação prévia e certo nível de planejamento, apesar de existirem pessoas com um nível de conexão onde a negociação não é necessária. Também é comum que exista o cuidado pós-cena, onde os participantes cuidam um dos outros após a prática. Algumas das práticas podem ser consideradas desagradáveis em outros contextos,como a humilação ou ser acorrentado. A cena pode ou não envolver práticas de sexo explícito. Por razões legais, práticas explícitas são raramente vistas em ambientes públicos, ou são banidas em determinado local. As regulações do evento podem variar, com alguns locais exigindo, por exemplo, que os membros utilizem roupa íntima e as mulheres usem Pasties.

#### Top, bottom, switch
Os termos top, bottom e switch são comumente utilizados para descrever os papéis durante determinada atividade BDSM.
Top é a pessoa que está aplicando a ação durante a prática BDSM, como bater ou amarrar. Bottom é a pessoa que está recebendo a ação durante a prática BDSM, como apanhar ou ser amarrado. Switch é um termo utilizado para descrever pessoas que gostam de exercer tanto o papel top quanto o papel bottom e/ou tanto o papel dominante quanto o papel submisso nas práticas BDSM.
Há diversas maneiras de ser um switch. A pessoa pode alternar de top para bottom durante alguma prática sexual ou pode mudar de papel dependendo da prática que está sendo executada ou dependendo do parceiro. Alguns switches podem sempre serem dominantes com determinado parceiro e podem sempre serem submissos com outro parceiro. Pode acontecer também de um switch sempre preferir estar como top em determinada prática, mas sempre preferir estar como bottom em outra prática. Há pessoas que preferem variar de top para bottom conforme está o seu humor no dia, conforme seu parceiro está agindo, entre diversos outros motivos.
Top e bottom não devem ser confundidos com dominante e submisso. O que define o dominante e o submisso é o jogo de poder, enquanto o que define top e bottom é apenas a execução de determinada ação. Pessoas dominantes têm autoridade sobre os submissos, elas comandam no relacionamento e possuem o poder da situação, pessoas que estão como top não necessariamente têm autoridade sobre as pessoas que estão como bottom. Apesar de não ser muito comum, é possível a pessoa ser dominante e bottom ao mesmo tempo ou submissa e top ao mesmo tempo. Um bom exemplo disso é se a pessoa dominante ordenar que o submisso aplique algum tipo de dor nela, portanto, nesse caso a pessoa dominante estará sendo dominante e bottom simultaneamente e o submisso dela estará como top ao aplicar a dor.

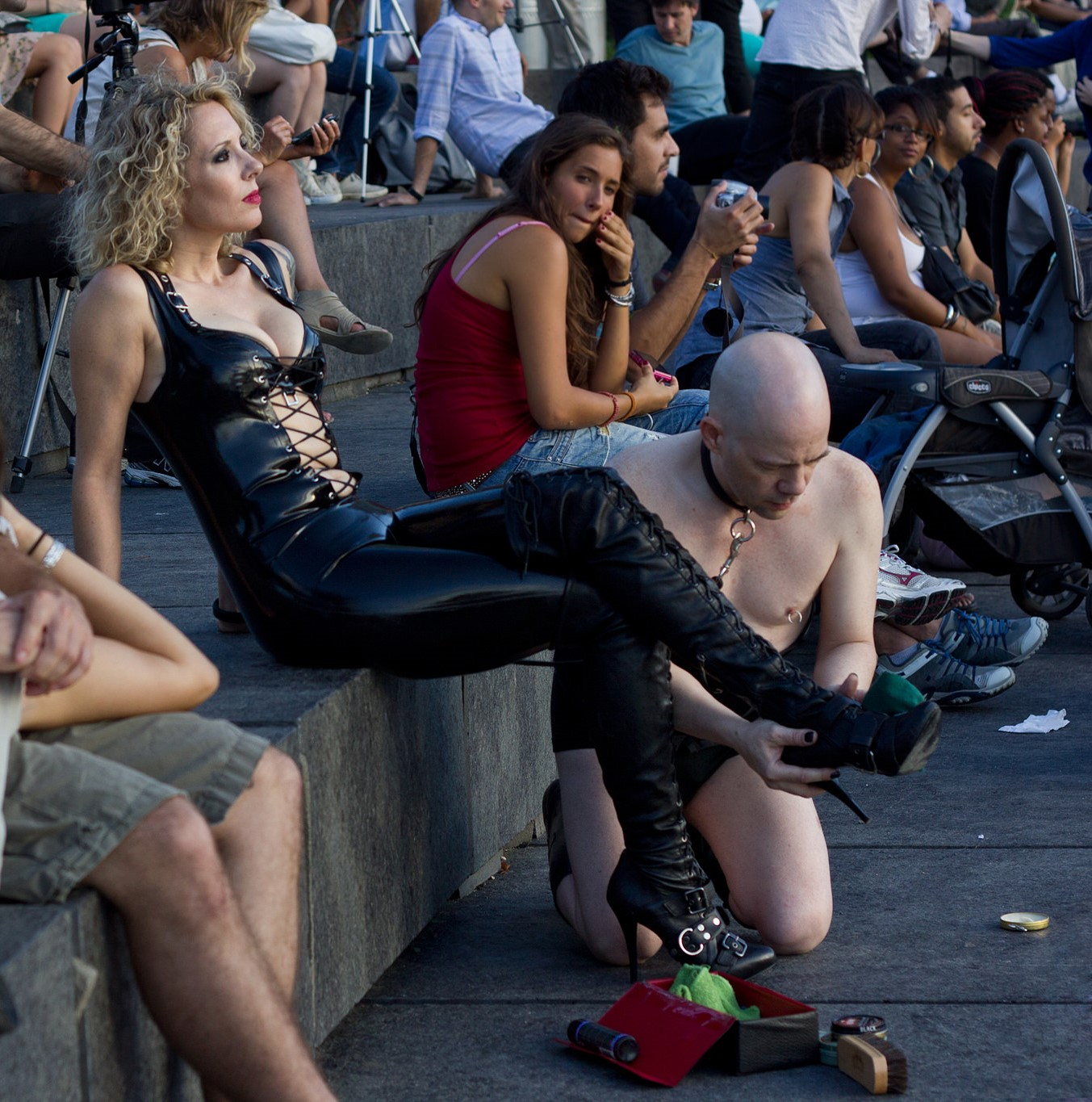
Submisso limpando a bota de sua dominadora em público.

#### Power exchange
Power exchange é um termo designado para referir-se a um relacionamento ou atividade em que o submisso concede ao parceiro dominante poder e autoridade sobre ele. Power exchange está especificamente atrelado a troca de poder, portanto, pessoas podem praticar qualquer atividade BDSM sem o submisso necessariamente conceder poder ao dominador.
Os detalhes de um acordo de troca de poder são negociados e podem até serem estabelecidos em um contrato formal. Esse jogo de poder pode ter qualquer duração, de acordo com a vontade das pessoas envolvidas, podendo variar de uma única atividade por algumas horas ou dias, até um contrato de dominação 24 horas por dia sem data para terminar. Além da duração, as práticas realizadas, os acessórios que podem ser utilizados, as medidas de segurança e os limites de cada um são alguns dos outros assuntos que são conversados antes de se iniciar uma relação de troca de poder.

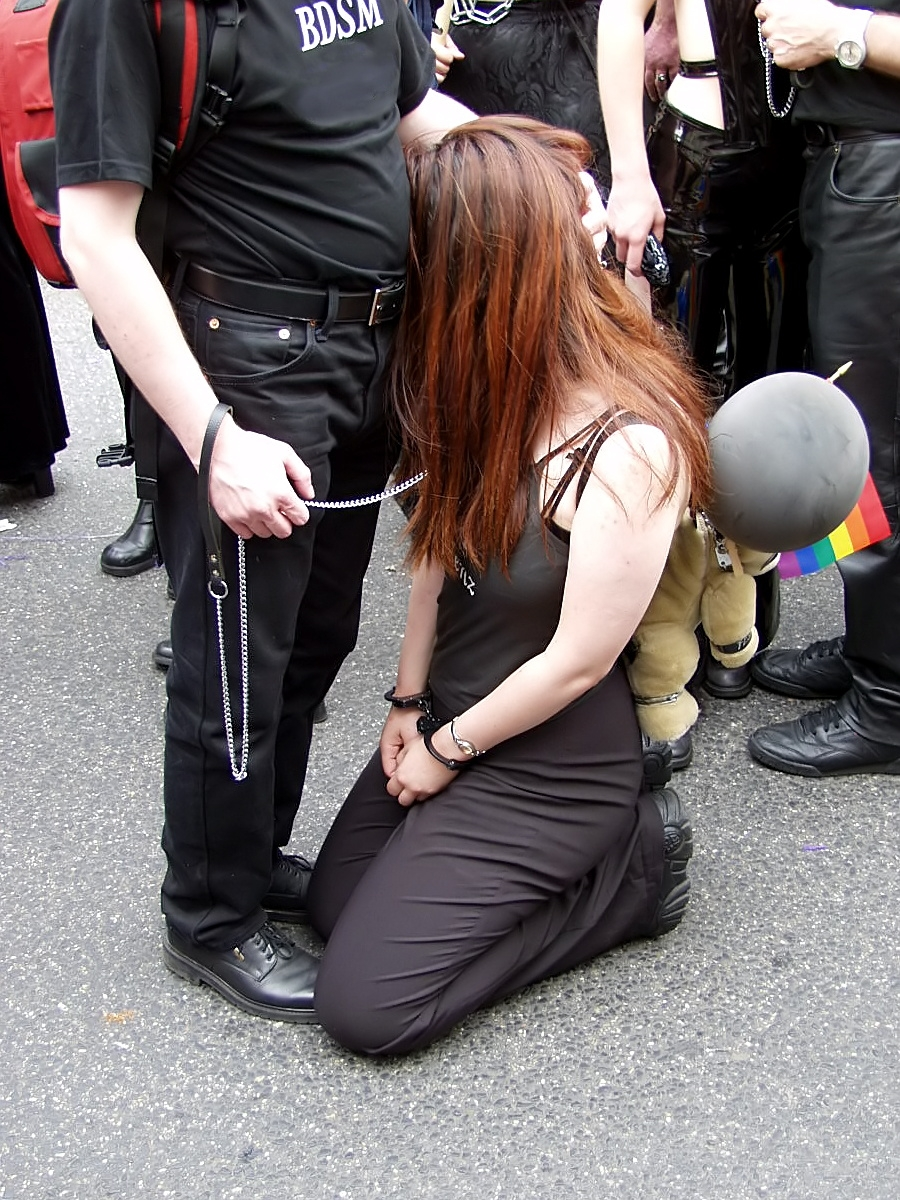
Casal master/slave durante um evento BDSM.

Há relacionamentos BDSM onde a dominação ocorre somente durante as práticas sexuais, há relacionamentos em que uma pessoa exerce o poder de dominação tanto dentro como fora das práticas BDSM. O submisso pode ter total liberdade sobre sua vida pessoal, mas também há relacionamentos onde o submisso entrega parcialmente ou totalmente sua liberdade ao dominador. Escolher qual roupa o submisso deve vestir, para onde ele pode ir, o que ele pode comer, se ele deve ou não dar satisfação em tudo o que faz, entre outras coisas, tudo isso pode ou não acontecer dependendo da vontade das pessoas envolvidas e do que foi combinado entre elas.
O total power exchange, também conhecido como TPE, é a forma mais extrema de troca de poder. É uma relação onde a pessoa dominante tem total autoridade e influência sobre todos os aspectos da vida do submisso. Esse tipo de relação também é comummente chamado de Master/slave, Mistress/slave ou M/s. A servidão e a obediência geralmente são os valores centrais de um relacionamento M/s. Quando o dominador não tem total autoridade sobre todos os aspectos da vida do submisso, esse relacionamento é referido como partial power exchange ou PPE. Qualquer relação TPE ou PPE pode ou não ser uma relação 24/7, ou seja, uma relação de dominação 24 horas por dia.

## Segurança

### Palavra de segurança

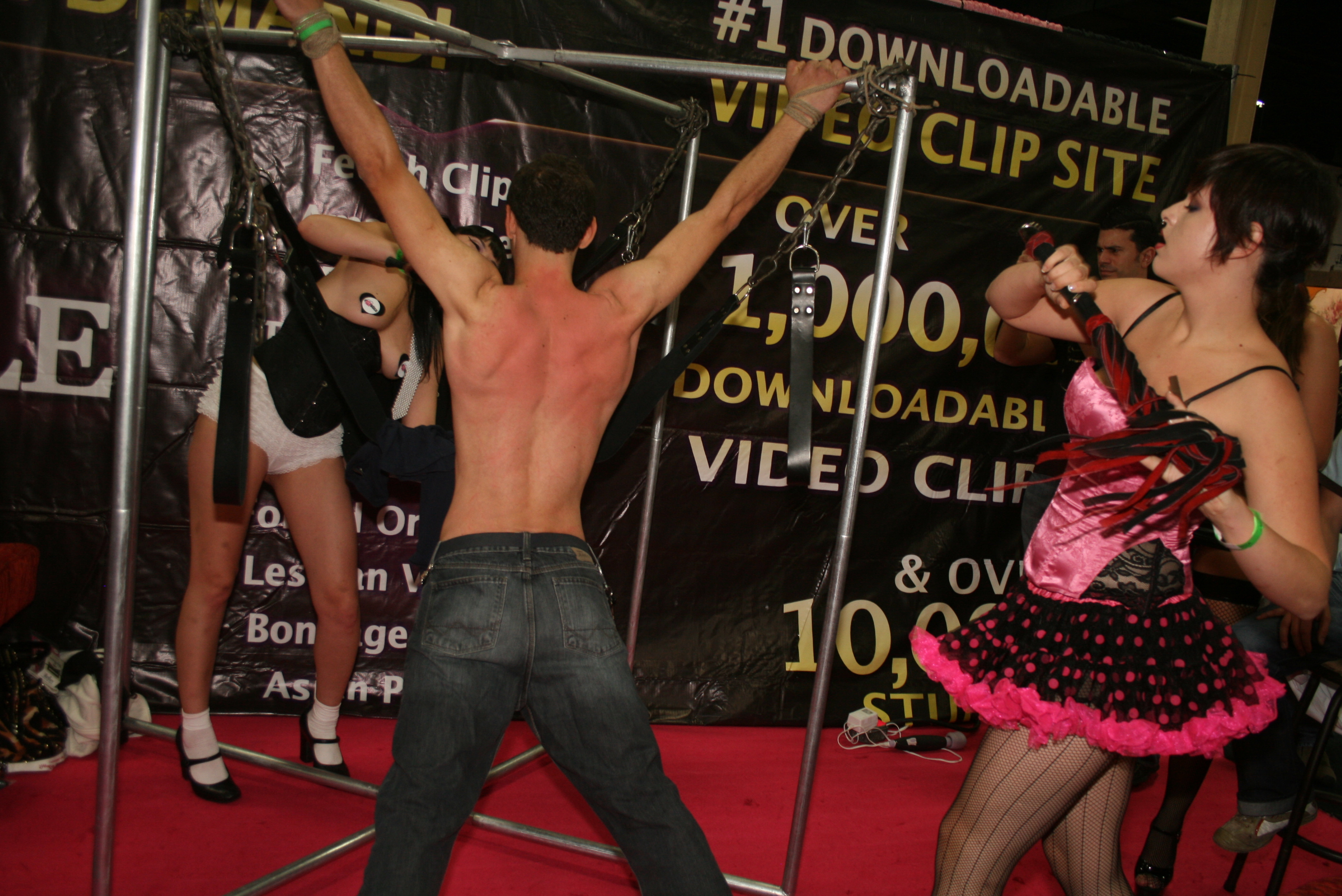
Uma dominadora batendo num submisso. A prática deve parar se a palavra de segurança for utilizada.

Dentro da prática BDSM, existe a palavra de segurança (também popularmente conhecida pela tradução literal em inglês, safe word). Ela é um código designado para comunicar o estado físico ou emocional do praticante durante a realização do fetiche. As palavras de segurança são usadas para parar determinado ato, indicando que a pessoa envolvida já atingiu seu limite físico ou emocional. As palavras de segurança também podem ser usadas para comunicar a vontade de continuar com a prática, mas num menor nível de intensidade.
As palavras de segurança são decididas antes de se iniciar a atividade sexual. É comum expressões como "não" e "pare" fazerem parte da encenação durante as atividades BDSM, portanto, palavras de segurança são geralmente palavras fora desse contexto BDSM, como o nome de uma cor ou fruta, por exemplo.

### São, seguro e consensual
As práticas BDSM seguem a linha do "são, seguro e consensual", comumente abreviado como SSC. Isso significa que toda atividade deve ser segura, tanto fisicamente quanto psicologicamente, e no caso de riscos físicos ou mentais serem tomados, as pessoas devem estar bem informadas sobre os possíveis riscos, implicações e repercussões que determinada prática pode causar. Todos os participantes devem estar com a mente sã o suficiente para aceitarem qualquer tipo de ato decidido. E todos os participantes envolvidos devem consentir com tudo que será realizado ou está sendo realizado. São essas regras de consentimento mútuo que fazem uma clara distinção legal e ética do BDSM de crimes como assédio e violência.
Confiar no parceiro ou parceira. Estabelecer, compreender e respeitar o limite de cada um. Boa comunicação através de palavras de segurança. Tudo isso está associado à filosofia do são, seguro e consensual. Porém, apesar do SSC ser adotado por quase toda a comunidade BDSM, ele não é unanimidade. Alguns adeptos consideram esse termo muito vago, portanto, ao longo do tempo foram criados outros termos (como o RACK) que visam enxergar de outra forma os princípios éticos por trás das práticas BDSM.

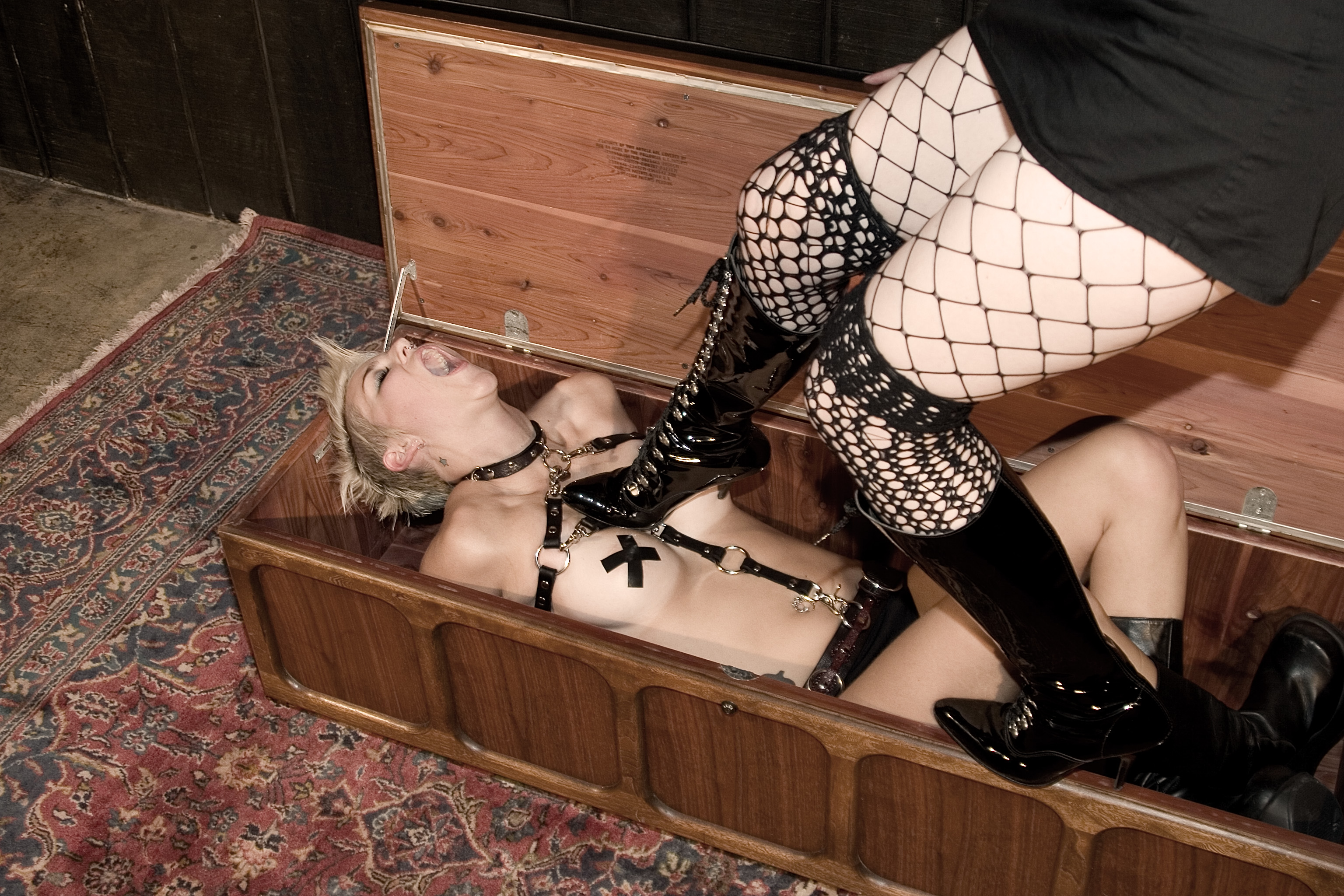
Uma mulher sendo empurrada com o pé de forma consensual.

Dentro da consensualidade do BDSM, há também o CNC (do inglês Consensual Non-Consent; em português significa "consensualidade não consensual"), que é quando os praticantes se envolvem numa encenação que simula um comportamento não-consensual. Isso pode envolver encenar um interrogatório, simular que não quer receber determinado castigo, implorar de forma simulada para parar determinada ação, encenar que está sendo forçado a praticar algum ato sexual, entre outras situações que variam de acordo com o interesse de cada um. No CNC, os praticantes apenas fingem que estão realizando algo sem consensualidade, portanto, o submisso tem o poder de parar determinado ato no momento que quiser. Tudo que é realizado no CNC continua seguindo a linha do são, seguro e consensual.

### RACK
RACK é o acrônimo de risk-aware consensual kink, que em português significa "consciência de risco em fantasias sexuais consensuais". Esse termo é utilizado por alguns praticantes do BDSM para descrever uma visão de que toda prática sexual possui certo grau de risco, e assumir esses riscos é permitido desde que todos os envolvidos estejam plenamente conscientes desses riscos. O RACK é geralmente visto como um contraste ao SSC, que diz que todas as práticas devem ser sãs, seguras e consensuais.

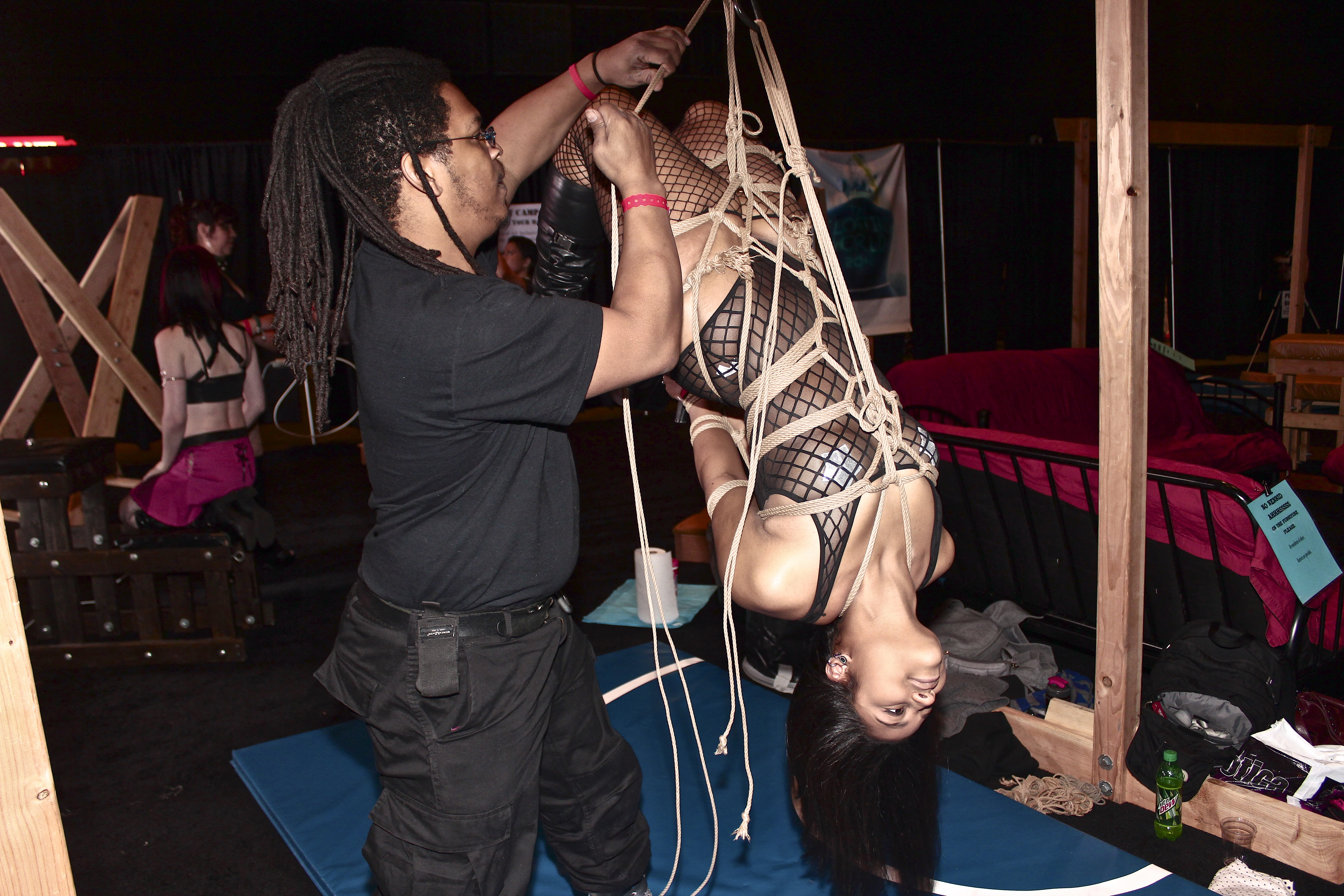
Uma mulher amarrada e pendurada. Essa prática é geralmente vista como perigosa no BDSM.

Enquanto o SSC tenta descrever e diferenciar o BDSM de assédio e violência de uma maneira fácil para o público não-BDSM compreender, o RACK diz que nenhuma prática é isenta de riscos. Os adeptos do RACK afirmam que o que pode ser considerado seguro e sadio para uma pessoa não pode ser considerado seguro e sadio para outra. Na filosofia RACK não há "seguro" e "não seguro", apenas "mais seguro" e "menos seguro".
Algumas pessoas preferem adotar uma extensão menos popular do RACK chamada PRICK (do inglês Personal Responsibility, Informed Consensual Kink; em português significa "fantasia sexual com consentimento informado e responsabilidade pessoal"). Em relação ao RACK, essa filosofia apenas acrescenta a informação de que todos os envolvidos na prática têm responsabilidade sobre o que está acontecendo, portanto, devem consentir com os riscos e aceitar qualquer tipo de consequência que possa ocorrer.

### Edgeplay
No BDSM, edgeplay é um termo subjetivo para qualquer atividade que desafie o conceito convencional de segurança do SSC. A palavra "edge" significa "beira" ou "beirada" em português, portanto, o edgeplay pode se referir ao ato de empurrar consensualmente os limites de uma pessoa durante determinada prática. Cada indivíduo possui seus próprios limites, então o que é considerado edgeplay para um não necessariamente pode ser considerado edgeplay para outro. O que uma pessoa considera como prática de risco, outra pessoa pode considerar como uma prática comum.
A prática do edgeplay sem o devido cuidado pode gerar danos físicos ou psicológicos que podem variar de leve à grave, ou até mesmo a morte. Breath play, fear play e fire play são alguns exemplos de práticas que geralmente são associadas ao edgeplay pela maioria das pessoas.

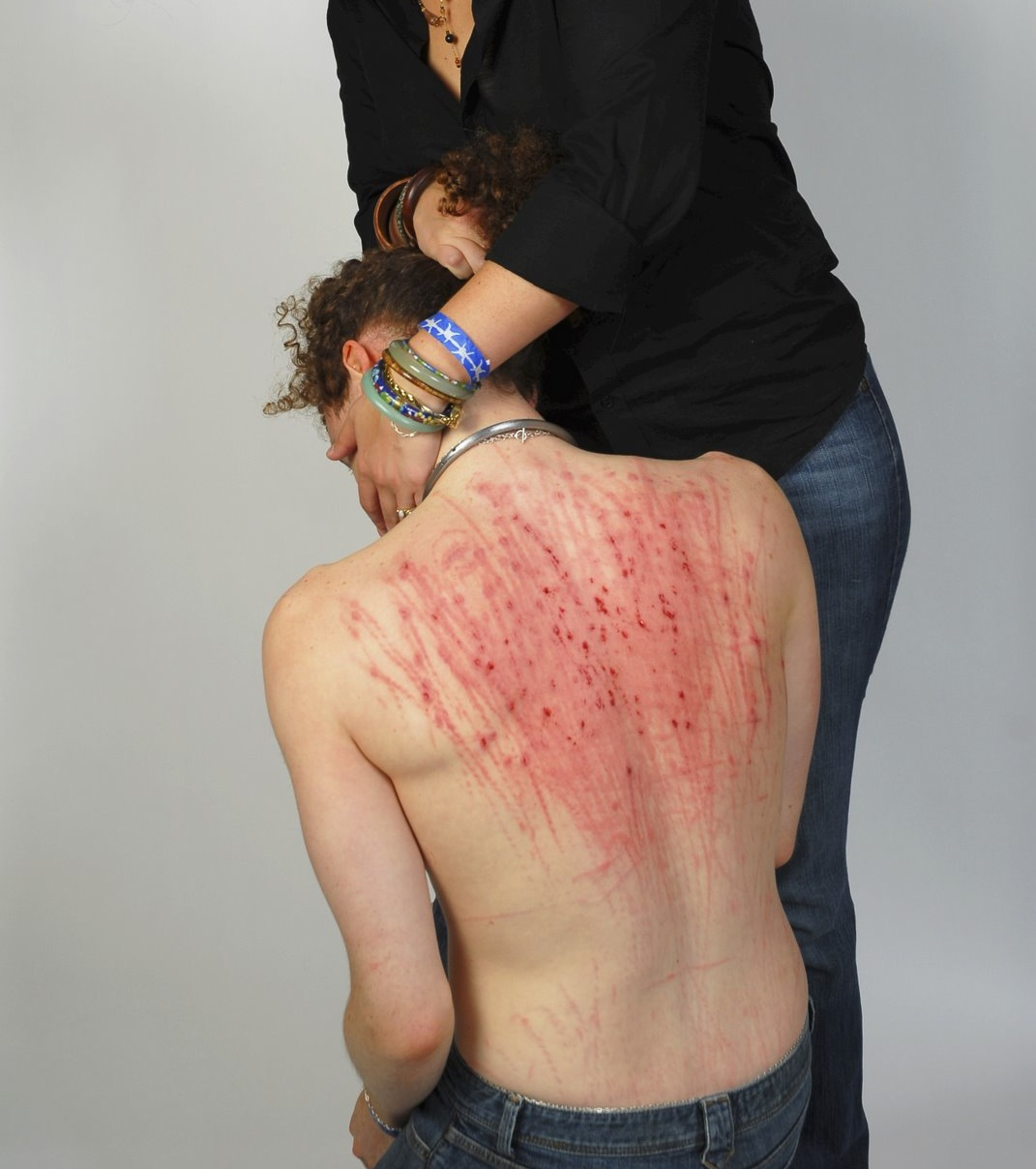
Um submisso é consolado por sua dominadora depois que ela fez suas costas sangrarem.

### Aftercare
O aftercare ou pós-cuidado é um termo dentro do BDSM que se refere à atenção que um parceiro dá ao outro após o fim de uma prática. Esse pós-cuidado é uma atenção feita com o propósito de verificar e garantir uma boa saúde física e estabilidade emocional dos praticantes. Geralmente a pessoa dominante é a cuidadora e a pessoa submissa é quem recebe os cuidados.
Algumas cenas de BDSM podem ser muito intensas e acabar sendo emocionalmente desgastantes para algum dos envolvidos, deixando-os num estado de vulnerabilidade, portanto, o aftercare busca assegurar que os praticantes estejam num estado de conforto após a prática. Lesões físicas que podem requerir algum pós-cuidado também é algo que pode ocorrer.
Além de se preocupar com o estado físico dos praticantes, esse pós-cuidado também visa evitar que ocorra o que é conhecido no BDSM como sub-drop (em português: queda do sub). O termo sub-drop refere-se à situações em que sentimentos negativos atingem um submisso após alguma prática, como tristeza, culpa ou desamparo. Dom-drop é quando esse tipo de situação atinge a pessoa dominante, porém, é algo mais raro de acontecer.

## História

### Origem
Práticas de BDSM estão contidas em alguns dos escritos mais antigos da Terra, associados com rituais para a deusa Inana (Ishtar em acadiano). Há textos em cuneiforme dedicados à Inana que incorporam rituais de dominação. Alguns textos em particular mostram seções de dominação entre Inana e Ebih e um hino a Inana que envolve práticas de cross-dressing e rituais "cheios de dor e êxtase, que trazem iniciações e jornadas em estados alterados de consciência; punição gemidos, êxtase, cantos de lamentação, e os participantes se exaurindo de tanto choro e dor".
Durante o século 9 aC, rituais de flagelação ocorriam em Artemis Orthia, um dos mais importantes sítios religiosos da antiga Esparta. A prática acontecia durante o culto de Orthia, uma religião pré-olímpica. No ritual, que chamava-se diamastigosis, homens adolescentes eram chicoteados por uma sacerdotisa. A prática foi descrita por diversos autores, como Pausânias (III, 16: 10–11).
Uma das imagens mais antigas de sadomasoquismo é do século 5 aC, encontrada na Tumba do Flagelo perto de Tarquinia, durante o domínio etrusco. Dentro da tumba, há um afresco de dois homens flagelando uma mulher com uma vara durante uma situação erótica. Outra referência ao flagelo pode ser encontrada no sexto livro das Sátiras, do poeta romano Juvenal (séculos 1-2 aC), e em Satíricon de Petrônio, onde um delinquente é flagelado por excitação sexual. Narrativas anedóticas sobre pessoas sendo voluntariamente amarrados, flagelados ou chicoteados como um substituto ou parte do sexo remontam aos séculos 3 e 4 aC.[carece de fontes?]
Em Pompeia, há uma representação na Vila dos Mistérios de uma mulher alada com um chicote, como parte da iniciação feminina aos mistérios. O papel da mulher de chicote era de iniciação cerimonial de morte e ressurreição. Talvez as primeiras versões de Afrodite também tenham usado chicote. Há evidências arqueológicas que ela tenha usado armas que podem ter sido um chicote em sítios como Citera, Acrocorinto e Esparta.
Na Índia, o Kama Sutra descreve quatro jeitos diferentes de agredir durante o sexo, as partes corporais permitidas que poderiam ser acertadas e diferentes tipos de "choros de dor" prazerosos quando as nádegas são acertadas. A coleção de textos históricos também enfatizam explicitamente que impact play, mordidas e beliscões durante o sexo devem ser apenas performados de forma consensual, já que apenas algumas mulheres achavam as práticas prazerosas. Assim, o Kama Sutra pode ser considerado um dos primeiros textos que falam sobre sadomazoquismo e regras de segurança. Outros textos sobre o assunto passam a aparecer regularmente pelo mundo nos próximos séculos.
No século XIV, há relatos anedóticos de pessoas sendo voluntariamente amarradas e chicoteadas como prelúdio ou substituto do sexo. É especulado que a devoção servil e ambivalência contidas no estilo literário medieval do amor cortês seja um precurssor do BDSM.
Há registros de flagelação erótica desde ao menos 1590, com o epigrama de John Davies e nas "escolas de açoitamento" na peça The Virtuoso (1676) de Thomas Shadwell e Knavery of Astrology (1680) de Tim Tell-Troth. Evidências visuais, como meso-tintas e impressões também mostram cenas de flagelação, como "The Cully Flaug'd", da coleção do Museu Britânico.
O livro Fanny Hill (1749), de John Cleland, possui uma cena de flagelação entre a protagonista Fanny Hill e o Sr Barville. Há diversos outros livros que abrangem o tema, incluindo Fashionable Lectures: Composed and Delivered with Birch Discipline (c. 1761). No livro, há mulheres que oferecem serviços de flagelação em uma sala de aula com varas e gatos de nove caudas.
Se definições de BDSM mais brandas forem levadas em conta, alguns consideram que os flagelos na Europa medieval e as ordálias dos povos ameríndios como parte das práticas.
Ideias e imaginário BDSM existiu na cultura ocidental durante o século XX. Robert Bienvenu atribui as origens do BDSM moderno em três culturas distintas, que ele chama de fetiche europeu (a partir de 1928), fetiche americano (a partir de 1934) e o couro gay (a partir de 1950). Outra possível fonte são os jogos sexuais que aconteciam nos bordéis desde pelo menos o século XIX. Charles Guyette foi o primeiro a distribuir material fetichista (fantasias, calçados, fotografias, acessórios) nos Estados Unidos. Seu sucessor, Irving Klaw, produzia sexploitation comercial e pornografia com temática BDSM (mais notoriamente com a atriz Bettie Page) e também lançou quadrinhos fetichistas (chamados de chapter serials) produzidos por artistas como John Willie, Gene Bilbrew e Eric Stanton.
Bettie Page, que trabalhava como modelo de Stanton, se tornou uma das modelos mais bem-sucedidas na área da fotografia fetichista e uma das garotas de pin-up mais famosas dos Estados Unidos. O autor e designer italiano Guido Crepax, que foi um dos principais nomes no desenvolvimento dos quadrinhos adultos europeus na segunda metade do século XX, foi profundamente influenciado por Stanton. Os artistas Helmut Newton e Robert Mapplethorpe são os exemplos mais proiminentes do aumento da temática BDSM na fotografia moderna.
O termo fetiche sexual foi criado em 1887 por Alfred Binet em seu livro Du fétichisme dans l'amour. Richard von Krafft-Ebing via os interesses do BDSM como fim de um contínuo.

### O movimento leather

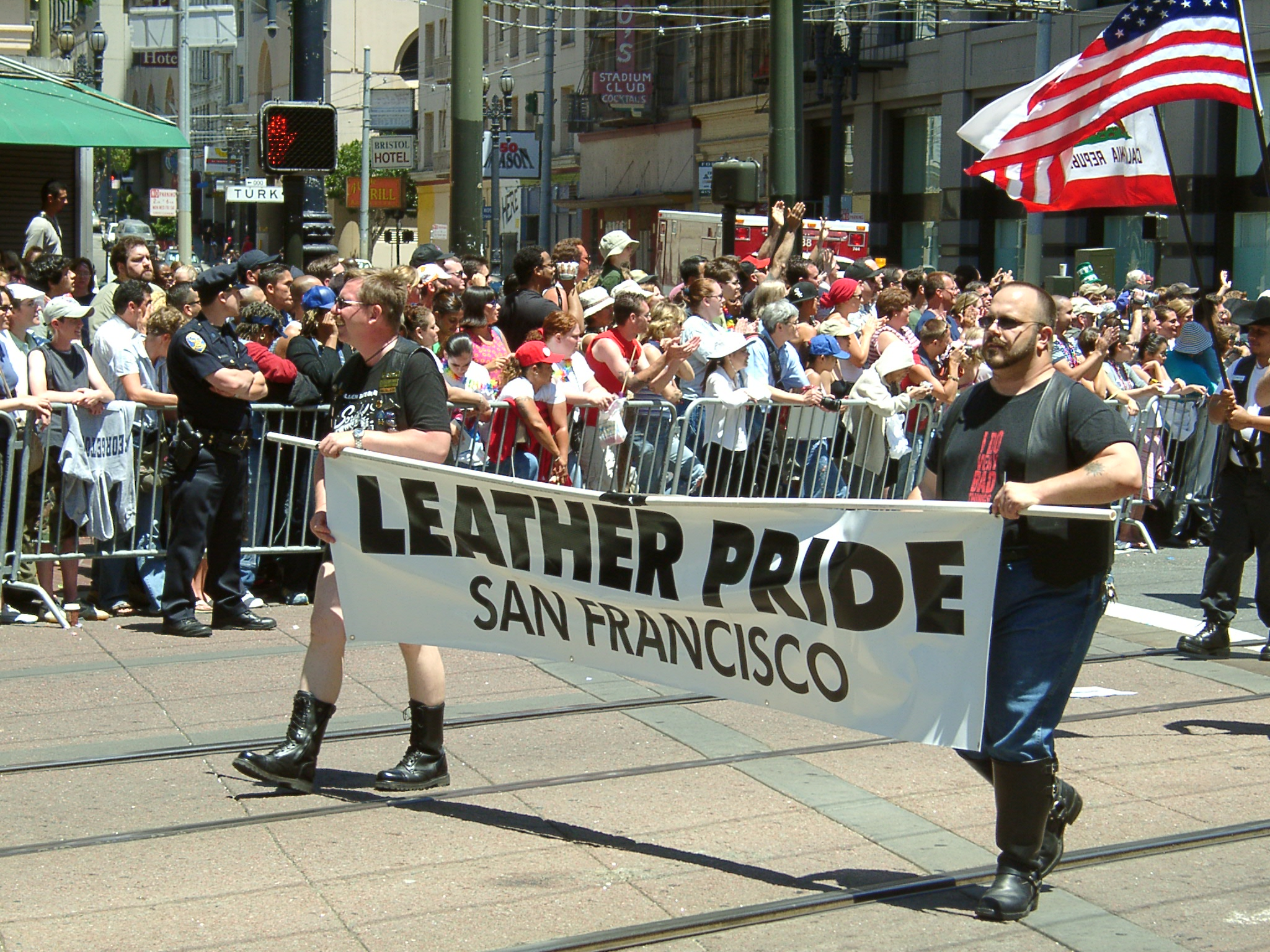
Faixa do orgulho leather na Parada do Dia da Libertação Gay de São Francisco de 2004.

Após a Segunda Guerra Mundial, começaram a surgir nos Estados Unidos e na Europa grupos de motociclistas majoritariamente compostos por homens gays. Esses motoclubes adotaram estilos e atividades envolvendo vestimentas de couro, criando assim, a subcultura leather, também conhecida como subcultura do couro, na língua portuguesa.
Com o passar dos anos, diversos bares e clubes voltados para gays da comunidade leather foram surgindo e esses estabelecimentos também passaram a se tornar o local prático para a exploração aberta de homens interessados em sadomasoquismo e fetiches em geral.
Na década de 1970, ativistas da subcultura do couro formaram diversos grupos como The Eulenspiegel Society e Society of Janus, que tinham como principal objetivo serem um grupo de apoio à sadomasoquistas e de luta contra o abuso em ambientes sadomasoquistas. Ao longo dessa mesma década, a ativista Cynthia Slater, uma das fundadoras do Society of Janus, foi uma das principais responsáveis pelo reconhecimento e aceitação de mulheres dentro da comunidade leather, que até então era composta majoritariamente por homens gays. Após isso, ativistas feministas também passaram a fundar grupos de apoio exclusivos para mulheres, como Samois e Lesbian Sex Mafia.

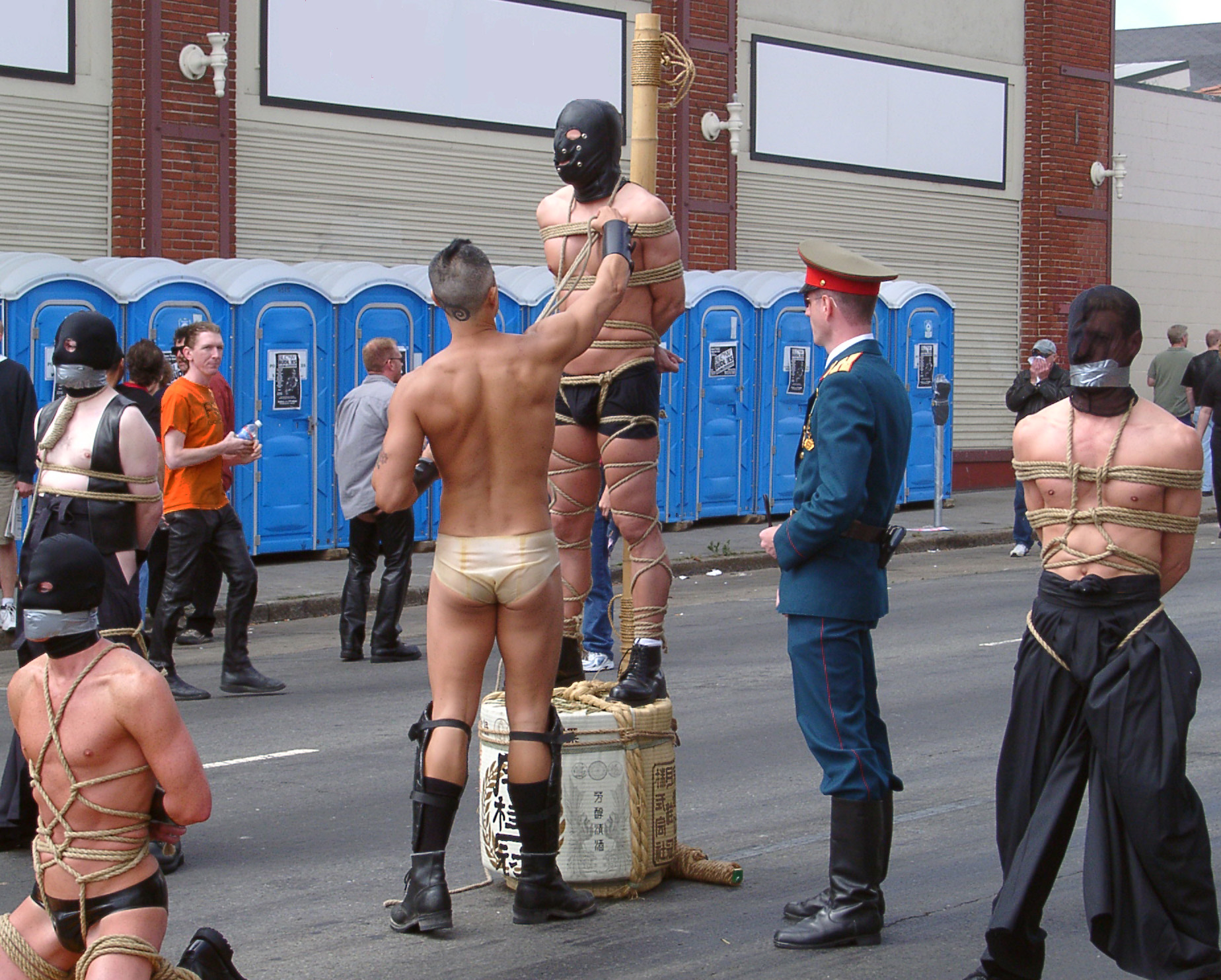
Bondage sendo praticado no Folsom Street Fair de 2004, o maior evento anual de leather e BDSM do mundo.

Em 1983, um grupo ativista voltado para homens sadomasoquistas gays chamado GMSMA (Gay Male S/M Activists) criou o termo SSC, também conhecido como "são, seguro e consensual". E em 1987, esse termo ficou famoso após o grupo levar uma faixa com essa frase para a Marcha Nacional de Washington pelos Direitos de Gays e Lésbicas de 1987.

### Internet
Apesar das siglas B/D e S/M terem sido usadas de formas distintas na comunidade leather durante muito tempo, a sigla BDSM só se popularizou após o surgimento da internet. No final da década de 1980 e início da década de 1990 os fóruns de discussão do usenet proporcionaram um meio para pessoas com interesses semelhantes comunicarem anonimamente. No fórum alt.sex, especificamente o alt.sex.bondage (também conhecido como ASB) criado em 1991, a sigla BDSM começou a ser utilizada e disseminada para se referir às práticas envolvendo B/D, D/s e S/M.
Com a popularização das redes sociais, foi criado em 2008 a FetLife, rede social voltada para pessoas das comunidades BDSM, leather e fetichistas em geral.

Símbolo do tríscele BDSM.

## Aspectos culturais

### Símbolos
O símbolo mais comumente usado na comunidade BDSM é uma derivação do tríscele (também conhecido como triskelion). Várias formas de tríscele tiveram muitos usos e significados em muitas culturas diferentes ao longo da história. O seu uso no BDSM deriva do Anel de O do romance erótico francês A História de O, onde a protagonista realizava práticas de dominação e submissão e utilizava esse anel como um símbolo de obediência.

Bandeira do orgulho do couro.

A divisão tripla do tríscele BDSM pode representar os três subgrupos da sigla BDSM, que são BD, DS e SM (Bondage & Disciplina, Dominação & Submissão, Sadismo & Masoquismo), os três princípios éticos do BDSM, que é o "são, seguro e consensual", e as três preferências de papéis nas práticas BDSM, que são top, bottom e switch.

Bandeira dos direitos BDSM.

A bandeira do orgulho do couro é um símbolo da subcultura do couro e também é amplamente usada na comunidade BDSM. A bandeira, que foi criada por Tony DeBlase em 1989, possui nove linhas horizontais de tamanho igual, sendo que a linha do meio é branca e as demais são alternadas entre pretas e azuis, e um coração no canto superior esquerdo. O criador nunca revelou o real significado de cada um dos elementos da bandeira, pois prefere que cada pessoa interprete as cores e os símbolos de sua própria maneira.
A bandeira dos direitos BDSM visa representar a crença de que pessoas cujas preferências sexuais ou de relacionamento incluem práticas BDSM merecem os mesmos direitos humanos que todos os outros e não devem ser discriminadas por praticar BDSM com adultos que consentem. A bandeira é inspirada na bandeira do orgulho do couro e no símbolo do tríscele BDSM.

### Literatura

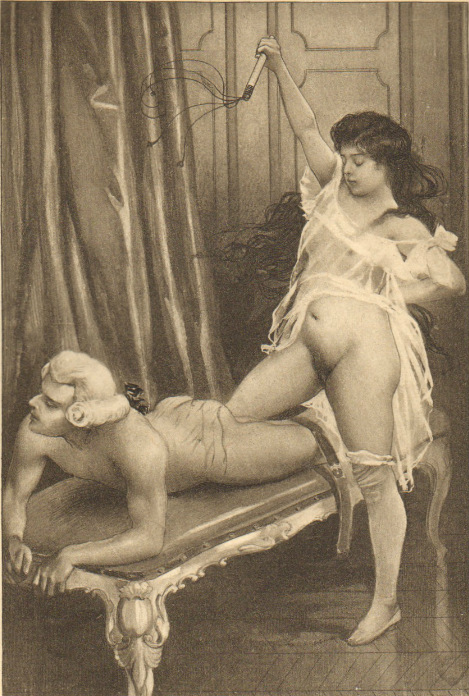
Fanny Hill chicoteando Mr Barville. Ilustração feita por Édouard-Henri Avril em 1907.

O Kama Sutra descreve quatro formas diferentes de bater no ato sexual, regiões do corpo humano que podem ser atingidas e diferentes tipos de expressões de dor de um bottom. Esses textos históricos relacionados a experiências sexuais enfatiza explicitamente que brincadeiras de impacto, mordidas e beliscões durante atividades sexuais só devem ser realizadas de maneira consensual. Nesta perspectiva, o Kama Sutra pode ser considerado uma das primeiras obras escritas a lidar com atividades sadomasoquistas e regras de segurança. Textos adicionais com conotação sadomasoquista apareceram em todo o mundo regularmente nos séculos seguintes.
Fanny Hill, romance de John Cleland publicado em 1749, incorpora uma cena de flagelação entre a protagonista da história Fanny Hill e Mr Barville. Um grande número de publicações de flagelação surgiram nos anos seguintes, incluindo Fashionable Lectures: Composed and Delivered with Birch Discipline de 1761, que promovia o nome de diversas mulheres dominadoras que ofereciam esse tipo de serviço numa sala com varas e chicotes.

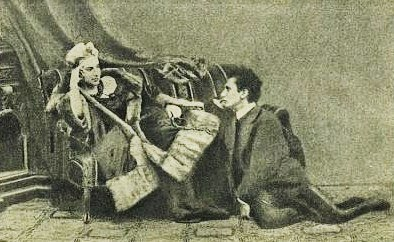
Fanny Pistor (segurando um chicote) e Leopold von Sacher-Masoch.

Mas a obra A Vênus das Peles de Leopold von Sacher-Masoch foi a primeira a abordar a história de um relacionamento consensual de dominação e submissão. Foi publicada em 1870 e é considerada uma das obras precursoras do BDSM, tendo influenciado diversas outras escritoras e escritores nas décadas seguintes. A palavra masochism (em português: masoquismo) foi originada do nome do autor. A história foi inspirada na própria vida de Sacher-Masoch e a dominadora e protagonista de A Vênus das Peles, Wanda von Dunajew, é inspirada na escritora aspirante Fanny Pistor.
Uma das obras centrais do BDSM na literatura moderna é A História de O (1954) escrita por Anne Desclos sob o pseudônimo Pauline Réage. Exit to Eden (1985) escrita por Anne Rice, que mostra a relação da dominatrix Lisa Kelly com seu escravo Elliot Slater e L'Image (1956) escrita por Catherine Robbe-Grillet sob o pseudônimo Jean de Berg são outras obras notáveis de BDSM.
Apesar de ser uma obra popular do século XXI, Fifty Shades of Grey (2011), de E. L. James, é mal-aceita na comunidade BDSM por tratar o assunto de dominação e submissão com imprecisão. As pessoas praticantes afirmam que o relacionamento tratado na obra é abusivo e não condiz com a realidade de um relacionamento BDSM na vida real, que deve ser sempre centrado em confiança e respeito. A obra não é considerada como parte do BDSM pela própria comunidade BDSM, pois o relacionamento dos personagens principais, Christian Grey e Anastasia Steele, não segue os princípios éticos básicos do BDSM conhecidos como são, seguro e consensual.